# KLDO-TV

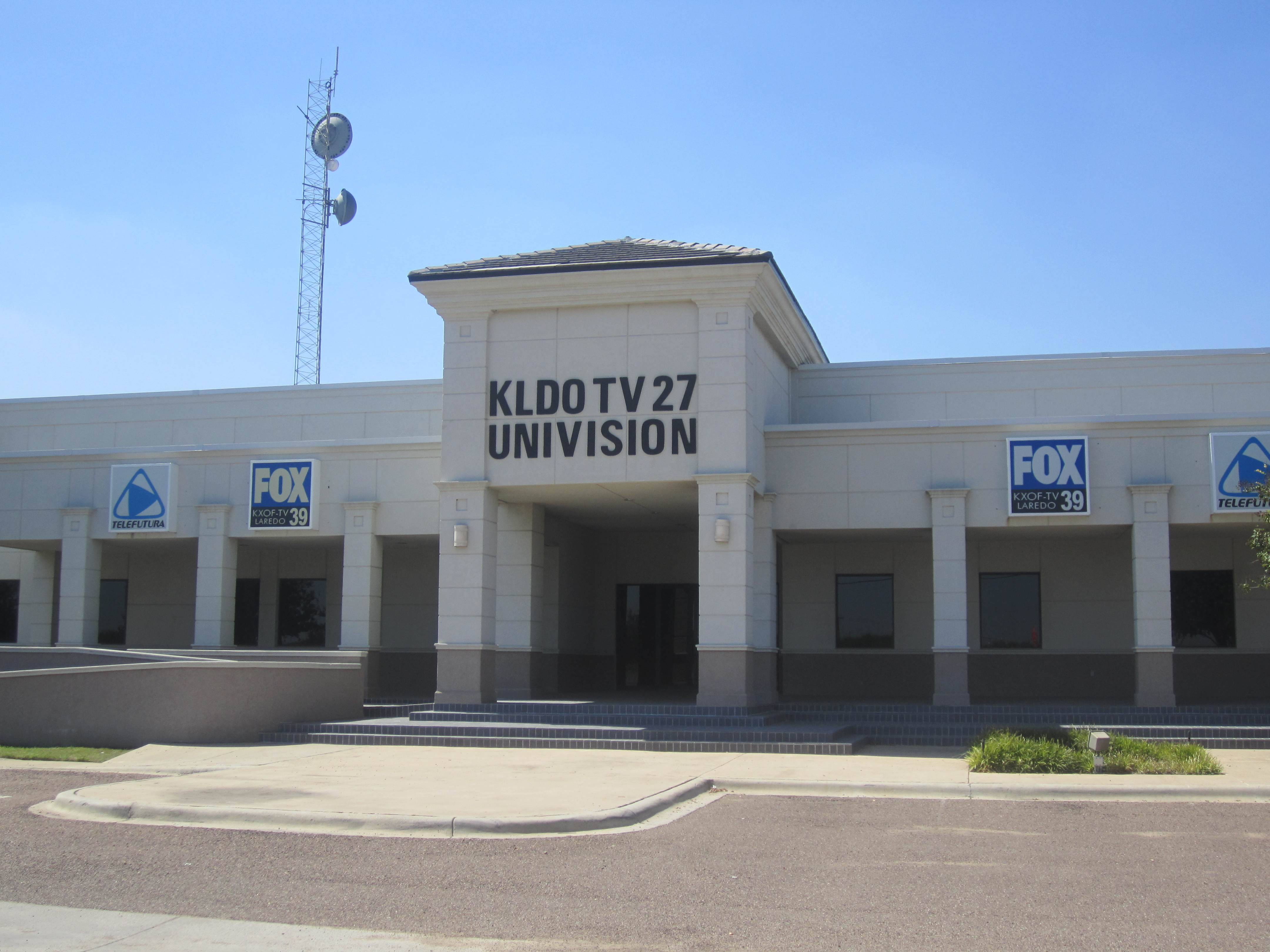
Complejo de Estudios de KLDO, KETF y KXOF

KLDO-DT es una estación de televisión afiliada a la cadena Univision en Laredo, Texas. Es propiedad de Entravision Communications. Su señal abierta está disponible para los residentes de Laredo, Texas, Nuevo Laredo, Tamaulipas, Condado de Webb, Condado de La Salle, Municipio de Anáhuac, Nuevo León y Municipio de Hidalgo, Coahuila.

## Canales digitales
KLDO-DT lanzó su señal digital a inicios de 2006 en el canal 19.1. KLDO-DT regresó al canal 27 cuando la transición a dicho formato concluyó. La señal de la estación (KLDO-DT) está multiplexada y tiene un subcanal. En el canal 27.1 muestra la programación de la cadena Univisión en HD, en el canal 27.2 muestra la programación de la cadena LATV.
| TDT         | Resolución      | Indicativo | Cadena       |
| 19.1 (27.1) | 1080i/16:9 (HD) | KLDO       | Univision-HD |
| 19.2 (27.2) | 480i/4:3 (SD)   | KLDODT2    | LATV         |